# Junco do Seridó
Junco do Seridó este un oraș în Paraíba (PB), Brazilia.